# ولولوس

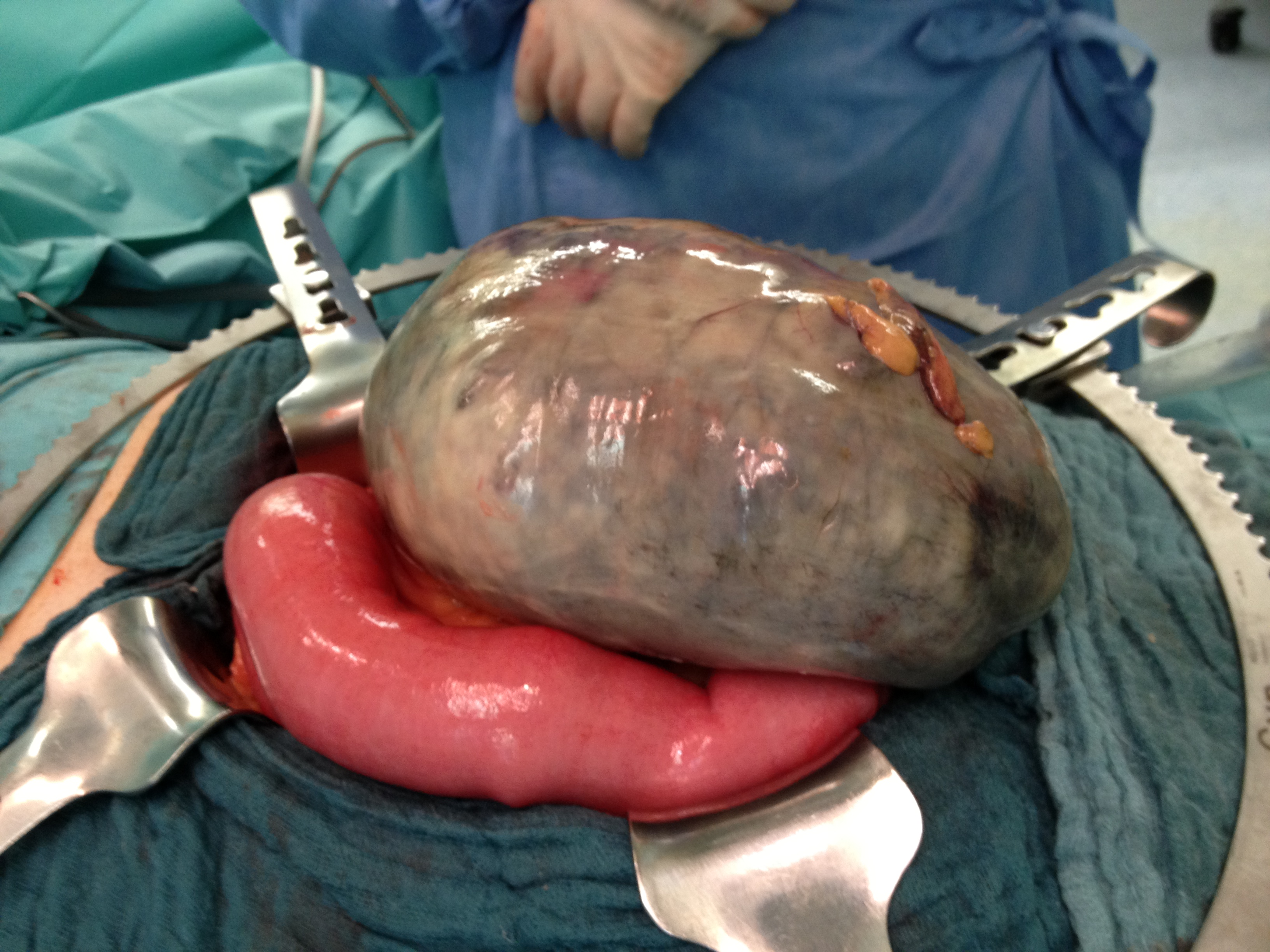
ولولوس و گانگرن(سیاه‌مُردِگی) سیگموئید

ولولوس (به انگلیسی: Volvulus) به پیچش روده در یک انحناء (حول مزانتر) که باعث انسداد گردد گفته می‌شود.

## انواع
- ولولوس نوزادان
- ولولوس حاملگی[۱]
- ولولوس روده باریک
- ولولوس سکوم
- ولولوس سیگموئید
- ولولوس معده
- پیچیدگی ایلئوسیگموئید

## نشانگان درد کولیکی شکم
نشانگان درد کولیکی شکم
- درد شکمی شدید
- تورم وحساسیت شکم
- گاه استفراغ
- احساس تهوع
- درافراد مسن
- کاهش صدای حرکت روده‌ها
- مدفوع خونی
- یافته‌های مشخص اشعهٔ X

## درمان
برای تشخیص ولولوس سیگموئید انجام سیگموئیدوسکوپی لازم میباشد.اگر مخاط سیگموئید طبیعی و صورتی به نظر رسد برای بیمار لوله مقعدی تعبیه میشود تا میزان الکترولیت بدن اندازه گیری شده و فشار موجود در ناحیه رفع گردد و سپس بیمار برای جراحی به اتاق عمل فرستاده میشود.اگر بیمار تحت عمل جراحی قرار نگیرد، امکان بازگشت دوباره عارضه وجود دارد.
ولولوس روده میانی یک اورژانس جراحی است